# Rue de la Vieille-Harangerie
La rue de la Vieille-Harangerie est une ancienne rue située dans l'ancien 4e arrondissement de Paris qui disparait dans les années 1850 lors du percement des rues de Rivoli et des Halles dans le cadre de la réorganisation des abords des Halles.

## Situation
Cette rue commençait aux 1-2, rue du Chevalier-du-Guet et aux 7-12, rue Perrin-Gasselin et finissait aux 13-15, rue de la Tabletterie et place Sainte-Opportune. Elle était située dans l'ancien 4e arrondissement dans le quartier des Marchés.
Les numéros de la rue étaient noirs. Le dernier numéro impair était le no 11 et le dernier numéro pair était le no 8.

## Origine du nom
Ce nom peut lui avoir été donné parce qu'on y vendait anciennement des harengs dans un marché. Toutefois, Jaillot indique qu'il y avait en cet endroit le fief Harant qui aurait pu donner son nom à la rue.

## Historique
Cette voie est citée dans Le Dit des rues de Paris, de Guillot de Paris, sous la forme « rue de la Hérengerie ».
En 1313, on l'écrit « rue de la Harengerie » et « rue de l'Arongerie », puis, au XVIe siècle, « rue d'Haucherie » et enfin « rue de la Vieille-Harangerie ».
Elle est citée dans un manuscrit de l'abbaye Sainte-Geneviève de 1450 sous le nom de « rue de la Arongerie ».
Elle est citée sous le nom de « rue de la Vielle harengerie » dans un manuscrit de 1636.
Un décret du 21 juin 1854 qui réorganise les abords des Halles prévoit le percement des rues de Rivoli et des Halles. Dans le cadre de cette vaste opération d'urbanisme, la rue est supprimée,,.